# Keedysville
Keedysville är en stad i Washington County i delstaten Maryland, USA. Vid folkräkningen år 2000 bodde 482 personer på orten. Den har enligt United States Census Bureau en area på totalt 2,2 km², allt är land.